# 子供服
子供服（こどもふく）とは、子供用に考案・製造された衣料品のこと。ここでは、アウターウェアの子供服を掲載する。

## 概要
日本国内で販売されている子供服はJISL4001（乳幼児用衣料のサイズ）・JISL4002（少年用衣料のサイズ）・JISL4003（少女用衣料のサイズ）に基づいて身長別にサイズが表記されることがほとんどで、年齢層別に0歳から3歳頃までの乳幼児を対象とし、おむつ着用を前提に設計されている50から100サイズまでの服を「ベビー服」、おむつが取れた頃の3歳頃から小学校低学年頃以下（以下、個人差等から時期が前後する場合がある）までに当たる90から130サイズまでの服を「トドラー服」、小学校中学年頃から中学校頃までに当たる130から175（女児用）・185（男児用）サイズまでの服を「ジュニア服」として細分化されている。
肥満体用のサイズはサイズ数値の後に「B」・「E」・「H」・「K」と記される。1980年代までは年齢表記（4歳、8歳、12歳など）で表記されており、アメリカ合衆国などで販売されている衣料品は未だにこの表記(例えば"8"は8歳前後の子供向け、"4T"は4歳前後のToddler＝つまり4歳前後の幼児向け、"24M"は生後24か月＝2歳前後の赤ちゃん向け)である。
ほとんどの服が対象となる性別が女児用と男児用に分かれているが、男児向けのデザインの上着・ズボンは女児が着用することも少なくないため、セシールなど一部の通販サイトでは男児向け商品の一部を「男女児兼用」と表記する例がある。
また、高校生頃など私服では「ティーン服」（若者向けにデザインされた紳士服や婦人服）へ移行している者が着用するものであっても、学生服(制服)は子供服と同様にJISL4001・JISL4002で表記されることが多い（母子及び父子並びに寡婦福祉法では児童に含まれる）。
ベビー服
乳幼児（赤ちゃん）向けの服を指し、サイズ展開はJISL4001に基づいて50から100までであるが、最近は大柄の赤ちゃんも増えており、それ以上のサイズを展開する例も見られる。50から60サイズは新生児用の赤ちゃんに着せるものであり、産着とも呼ばれる。70サイズ以上は歩けるように設計されている服が多い。いずれもおむつの着用を前提に作られており、上のシャツ部分と下のブルマ部分が一体型ロンパース型になっていたり、ズボンやオーバーオールの股下にホックを取り付けていたりして、用を足したおむつをすぐ交換できるように、下半身をオープンにできる服が多い。
トドラー服
昼のおむつが取れた頃の3歳前後の幼児から小学校低学年頃向けの90から130サイズまでの子供服のこと。ナルミヤ・インターナショナルのように140サイズまで展開する例も見られる。子供向けアニメや特撮のキャラクターをあしらった衣料の多くがトドラー服の範疇のサイズで展開されている。キャラクター衣料以外でも動物、恐竜、乗り物、女の子などの可愛いイラストをあしらった服が多い。
ジュニア服
主に130サイズから175（女児用）・185（男児用）までの小学校中学年頃から中学校頃までの子供服のこと。ただし学生服を除くほとんどの市販の子供服は160サイズもしくは165（女児用）・170（男児用及び男女兼用）サイズまでとなる。思春期直前から思春期にかけての時期なので、ジュニア服によってはJISL4002・JISL4003に基づいてサイズ表記を行わず、JISL4004（成人男子用衣料のサイズ）・JISL4005（成人女子用衣料のサイズ）に基づいてサイズ表記したり、JISL4004・JISL4005のサイズ表記にティーンの頭文字「T」を付けてTSS、TS、TM、TL、TLLと表記したり、ジュニアの頭文字「J」を付けてJSS、JS、JM、JL、JLLと表記する例も見られる。また、ニッセンやセシールなどのように150サイズ以上を中高生以上向けのティーン服と一緒に展開したり、逆にトドラー服と共通のデザインのものを販売する通販サイトも見られる。
ベビー服やトドラー服の多くは男児用、女児用を問わず子供らしさや可愛らしさを前面に出したコンセプトでデザインされていることが多いが、男児用のジュニア服はデザイン面において若者・成人用のカジュアルウェアとサイズ以外は大差ないことが多い。
女児用のジュニア服においては1990年代前半まではトドラー服と同様に可愛らしさが強調された服が多かったが、1990年代後半以降は単純に子供らしさだけを強調することが避けられ、男児用と同様に実年齢よりも年上っぽく見えるようなティーン服のデザインコンセプトを取り入れる傾向がある。そのような服は、デザイン面で中高生用の物と遜色が無い物も多く、現在では子供服というカテゴリーだけではくくりきれない例が増えている。また、カジュアルなものは大人用の服と比べて締め付けの少なさ、動きやすさ、洗濯の容易さ、価格の安さなどから小柄な成人女性が普段着・室内着として着用することもある。
バリアフリー子供服
介護が必要な障がい児用として、トドラー服やジュニア服でもベビー服と同様におむつが着用できるように設計されていたり、点滴の管を容易に出し入れできるように設計され、自分で立てない状態でも脱ぎ着しやすく設計されている子供用の介護服のことを指す。

## 歴史
中世以前の服装は、身分により区別されており、「大人とは異なる子供服」という、年齢により区別される衣料が開発されたのは身分制度が解体した17世紀以降のことである。ただし中世欧州では、形態的な子供用の服という区別は無いが、幼児には赤・黄等原色系、青少年には緑色等、着る者の年齢によって、よく使われる配色の別は存在した。
明確に子供用の服というコンセプトの子供服が作られ始めたのは、19世紀の欧米と見られているが、当時の古写真に見る子供服は、男女児服の区別が明確でなく、男児であってもリボンやレースの装飾を施されたドレスやチュニックを着用していることもある（但し、これは肖像写真を残すことができた、富裕層の子弟だけの流行である可能性もある）。明確に男女児服の区別がされていくのは、ビクトリア時代に流行したセーラー・スーツ着こなしに於いて、ボトムスが区別されてからである。

## 日本の主なアウターウェアーの子供服メーカー
- ティンカーベル
- ヒステリック・ミニ
- ファミリア
- ベリーズ・ベリー
- ミキハウス
- ポニーゴーラウンド
- ムーラコトン
- オイペオ
- シャーリーテンプル
- キムラタン
- ブランシェス
- リオ横山ホールディングス
- 丸高衣料株式会社
- ナルミヤ・インターナショナル
- プットイットオン
- べべ